# 류뤄잉

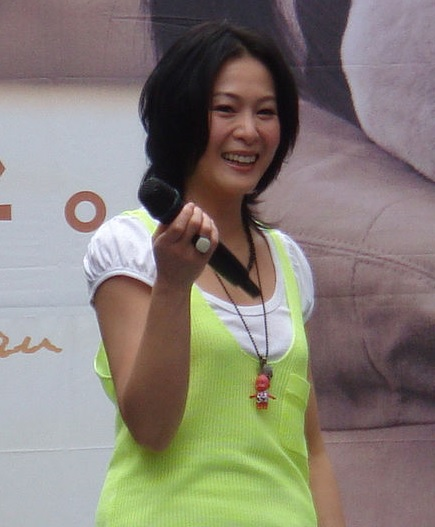

류뤄잉(중국어: 劉若英, 병음: Liú Ruòyīng, 한자음: 유약영, 1970년 6월 1일 ~ )은 중화민국의 가수, 배우이다.
타이베이시에서 태어났다.

## 영화
- 먼 훗날 우리 (2018년)
- 은혼남녀 (2011년)
- 전구열련 (2011년)
- 스피드 엔젤 (2011년)
- 별이 빛나는 밤 (2011년) - 엄마 역
- 전성열련 (2010년)
- 런 파파 런 (2008년)
- 방가 (2007년)
- 생일쾌악 (2007년)
- 연배국 (2007년)
- 사랑에서 영혼으로 (2007년) - 산산 역
- 천하무적 (2004년) - 왕려 역
- 20 30 40 (2004년) - 시앙 시앙 역
- 더블 비전 (2002년)
- 야분 (2000년)
- 청혼 광고 (1999년)
- 파워퍼프 걸 - TV 시리즈 (1998년)
- 청춘의 소리 (1997년)
- 천녀유혼 (1997년)
- 오늘 밤 아무도 집에 돌아오지 않는다 (1996년)
- 신첩혈쌍웅 (1996년)
- 아적미려여애수 (1995년)
- 소녀소어 (1995년)
- 난징 1937 (1995년)